# Avilla (Missouri)
Pour les articles homonymes, voir Avilla.
Avilla est un village du comté de Jasper, dans le Missouri, aux États-Unis,. Situé à l'est du comté, il est fondé en 1856 et incorporé en 1858.

## Démographie
Lors du recensement de 2010, le village comptait une population de 126 habitants. Elle est estimée, en 2016, à 125 habitants.

## Source de la traduction
- (en) Cet article est partiellement ou en totalité issu de l’article de Wikipédia en anglais intitulé « Avilla, Missouri » (voir la liste des auteurs).